# シュードマラカイト
擬孔雀石またはシュードマラカイト(Pseudomalachite)は、ヒドロキシ基を持つ銅のリン酸塩であり、炭酸塩鉱物の孔雀石（マラカイト）と似ているため、「偽の」孔雀石を意味するギリシア語から命名された。どちらも緑色の二次鉱物で、しばしば互いに共生して、銅鉱床の酸化帯で見られる。ライヘンバッハ石、ルドジバ石と多形である。1813年に発見された。1950年までは、ジハイドライト、ルナイト、エーライト、タギライト、プラシンは別の鉱物種であると考えられていたが、ベリーは、いくつかの博物館が所蔵する、これらの名前が付けられた標本を分析して、これらが実際は擬孔雀石であることを発見した。これらの古い名前は、現在では国際鉱物学連合によって認められていない。

## 模式産地
模式産地は、ドイツのラインラント＝プファルツ州ヴェスターヴァルトにあるヴァインバーグ鉱山である。ローマ時代に遡る古代からの銅鉱山であり、1872年まで断続的に採掘されてきた。模式標本は、ドイツフライベルクの鉱山学校（現在のフライベルク工科大学）に保管されている。

## 構造
銅イオンには6つの酸素イオンが配位し、歪のある八面体を形成している。これらの八面体は、陵を共有して結合し、bと平行な2種類の鎖を形成している。この鎖は、やはり八面体の陵を共有してお互いに結合し、bc平面に平行なシートを形成している。歪のあるリン酸基の四面体がシートに結合しているが、構造中の水素イオンの正確な位置については疑問がある。

## 環境
銅鉱床の酸化帯の中で見られる二次鉱物である。オーストラリアのニューサウスウェールズ州やニューメキシコ州のチノ鉱山等、いくつかの場所では、燐銅鉱と共生している。他の共生鉱物としては、燐灰石、藍銅鉱、玉髄、珪孔雀石、コルネ鉱、赤銅鉱、孔雀石、緑鉛鉱、黒銅鉱、酸化水酸化鉄等がある。

## 分布
アルゼンチン、オーストラリア、オーストリア、ベルギー、ブラジル、カナダ、中国、チリ、チェコ共和国、コンゴ民主共和国、フランス、ドイツ、アイルランド、イスラエル、イタリア、日本、カザフスタン、マダガスカル、メキシコ、ナミビア、ノルウェイ、ポーランド、ポルトガル、コンゴ共和国、ルーマニア、ロシア、スロバキア、南アフリカ共和国、スペイン、イギリス、アメリカ合衆国、ザンビアで産出の報告がある。